# Dysdera dentichelis
Dysdera dentichelis är en spindelart som beskrevs av Simon 1882. Dysdera dentichelis ingår i släktet Dysdera och familjen ringögonspindlar.
Artens utbredningsområde är Libanon. Inga underarter finns listade i Catalogue of Life.